# Bunuri mobile din domeniul istorie clasate în patrimoniul cultural național al României aflate în județul Iași
Acestă listă conține bunurile mobile din domeniul istorie clasate în Patrimoniul cultural național al României aflate la momentul clasării în județul Iași.

## Tezaur
| Foto | Informații generale                                                                          | Detalii tehnice | Descriere | Deținător                                   | Legături |
| ---- | -------------------------------------------------------------------------------------------- | --- | --- | ------------------------------------------- | -------- |
|      | Album                                                                                        | Datare: secolul XIX Școală: Atelier italian Descoperit: jud. Vrancea, FOCȘANI Dimensiuni: L = 30,5 cm; LA = 23 cm; GR = 6,5 cm Material: album cu fotografii, coperți din piele, ornamentat cu intarsii din sidef, cotor de pluș negru | Album cu 109 forografii, neidentificate, de dimensiuni diferite și provenind din ateliere diferite. Albumul are coperțile din piele negră, lăcuită, cotor de pluș negru și era prevăzut cu două încuietori din alamă, care lipsesc. Coperțile sunt ornamentate cu chenar aurit, iar prima copertă prezintă intarsii din sidef. Pe mijlocul primei coperți este pictată în ulei imaginea unui oraș italian. Albumul a aparținut familiei Kogălniceanu, ultimul proprietar fiind strănepoata lui Mihail Kogălniceanu, Maria Martha Huzum. | Muzeul Memorial „Mihail Kogălniceanu”, Iași | Cimec    |
|      | Cronicilor Moldovei seu Letopisețele Țerii Moldovei și Valahiei; primul volum, ediția a doua | Datare: secolul XIX Dimensiuni: copertă: L = 24,5 cm; LA = 17 cm; GR = 4,5 cm; filă: L = 23,5 cm; LA = 16,5 cm Material: hârtie, carton, cerneală, tipărire                                                                            | Volumul reprezntă un exemplar cu text și semnătură autografă Mihail Kogălniceanu: „Domnului B. Suroceanu, spre aducerea aminte a fapteloru stremoșilor sei, și neuitării originei sale românești Kogălniceanu, București în 29 aprilie 1874”. Cartea este primul din cele trei volume ale ediției a doua a „Cronicilor Moldovei seu Letopisețele Țerii Moldovei și Valahiei”, tipărită la Imprimeria Națională C. N. Rădulescu, București, 1872. Această a doua ediție este revăzută, „înzestrată cu note, biografii, facsimile cuprinzând mai multe cronice nepublicate încă, și ca adaos Tabele cu date istorice ale României de la 1766 la 11 februarie de Mihail Kogălniceanu”. Pagina de titlu conține cuprinsul tomului I. Oglinda textului are ca dimensiuni L=20 cm, LA=16,5 cm, iar numărul de rânduri de pe pagină este de 45. | Muzeul Memorial „Mihail Kogălniceanu”, Iași | Cimec    |
|      | Fotografie                                                                                   | Datare: secolul al XIX-lea Școală: Loescher & Petsch Dimensiuni: Î=10 cm; LA=6 cm Material: carton; hârtie fotografică | Fotografie reprezentându-l pe Mihail Kogălniceanu tânăr, fotografiat din față, bust. Ținuta este cămașă albă și sacou și papillon. Pe verso fotografiei este scris textul: „Dăruită nepoților mei, Maria și Virgil (Huzum), cu drag, Vasile Kogălniceanu, 5 martie 1934, Fotografia fratelui meu, Ion M. Kogălniceanu”. Ioan și Vasile erau frați și fii ai lui Mihail Kogălniceanu. Maria Martha Kogălniceanu era strănepoata lui Mihail Kogălniceanu, căsătorită cu Virgil Huzum. Fotografia este cașerată într-o ramă, rama fiind lucrată manual, suport textil, tehnica Gobelin. | Muzeul Memorial „Mihail Kogălniceanu”, Iași | Cimec    |
|      | Fotografie Autor: Grillich, L.                                                               | Datare: secolul al XIX-lea Școală: Atelier austriac Dimensiuni: Î=19 cm; LA=12 cm; LA ramă=1,5 cm Material: carton; hârtie fotografică                                                                                                 | Fotografie reprezentând-o Ioana Lucia (Jeanne) Kogălniceanu, fotografiată din față, în picioare, îmbrăcată cu fustă și bluză. Fotografia a fost realizată în atelierul fotografului austriac L. Grillich. Jeanne Kogălniceanu a fost fiica lui Ioan Mihail Kogălniceanu și a Adelei G. Sturdza și nepoata lui Mihail Kogălniceanu. A fost căsătorită cu Rudolf Weisbeck. | Muzeul Memorial „Mihail Kogălniceanu”, Iași | Cimec    |
|      | Fotografie                                                                                   | Datare: 1895 Dimensiuni: Î=16,5 cm; LA=22,5 cm; LA ramă=1,5 cm Material: carton; hârtie fotografică, ramă din brad lăcuit | Fotografia, având valoare documentară deosebită, a fost realizată în anul 1895 la Slănic Moldova și reprezintă pe unii membri ai familiei Kogălniceanu. În centru dreapta, așezată pe bancă, este Adela Kogălniceanu, născută Gr. Sturza, căsătorită cu fiul lui Mihail Kogălniceanu, Ioan. Alături de ea sunt cei doi copii, Jeanne și Mihail, nepoții lui Kogălniceanu. Prima din stânga, tot așezată pe bancă, este sora lui Mihail Kogălniceanu, Maria, căsătorită cu Iacovache Leon. | Muzeul Memorial „Mihail Kogălniceanu”, Iași | Cimec    |
|      | Fotografie                                                                                   | Datare: 1892 Dimensiuni: Î=10 cm; LA=6 cm; LA ramă=2,5 cm Material: carton; hârtie fotografică, ramă suport textil | Fotografia îl reprezintă pe Ioan Mihail Kogălniceanu, bust, fotografiat din față. Ioan Kogălniceanu a fost al doilea fiu al lui Mihail Kogălniceanu, născut în 1859. a fost căsătorit cu Adela Gr. Sturdza, cu care a avut doi copii: Ioana și Mihail. A fost înrolat ca voluntar și a luptat în Războiul de Independență. A murit în 1892, în vârstă de 33 de ani. Fotografia este ultima pe care a făcut-o, așa cum reiese și dintr-o însemnare existentă pe verso: „Ioan M. Kogălniceanu” și pe o etichetă albă: „Ioan M. Kogălniceanu 1892 ultima fotografie”. Fotografia este într-un passepartout și are o ramă pe suport textil, lucrată manual. | Muzeul Memorial „Mihail Kogălniceanu”, Iași | Cimec    |
|      | Pian                                                                                         | Datare: a doua jumătate a secolului al XIX-lea Școală: Atelier-școală Tomascheck Descoperit: jud. Vrancea, FOCȘANI, Strada Oituz nr. 23 Dimensiuni: L=211 cm; LA=139 cm; Î=60 cm Material: lemn furniruit                              | Pian cu coadă, din lemn furniruit, cu două capace mobile și claviatura din fildeș, realizat într-un atelier vienez, sub marca TOMASCHECK, la jumătatea secolului al XIX-lea (1850). A aparținut lui Mihail Kogălniceanu. | Muzeul Memorial „Mihail Kogălniceanu”, Iași | Cimec    |
|      | Icoană                                                                                       | Datare: Sec. XV Descoperit: , com. Murgeni, Murgeni Material: bronz | Formă rectangulară suprapusă pe un rectangul mai mic ce maschează agățătoarea. Este decorată numai pe o parte având dublu chenar reliefat, ce încadrează două personaje. Unul în picioare cu spada în mâna dreaptă ridicată iar cu mâna stângă fixează un personaj îngenunghiat. În rectangulul superior marele mucenic Nichita | Complexul Muzeal Național „Moldova”, Iași   | Cimec    |
|      | Cămașă de zale                                                                               | Datare: Sec. XV Descoperit: , com. Deleni, Deleni Material: fier | Cămașă de zale scurtă, cu mâneci scurte din inele groase din sârmă nituite. Prezintă lipsuri din zale pe mâneca stângă și la poale. | Complexul Muzeal Național „Moldova”, Iași   | Cimec    |
|      | Ceas solar Autor: Troschel, Hans                                                             | Datare: 1591 Descoperit: Iași Material: corn | Formă ovală, plat, din două jumătăți cu inel pentru lanț din bronz; gravat cu orele și sectoarele de umbră; spațiu cilindric pentru busolă; pe fața interioară prezintă cuanson: o pasăre pe o ramură înverzită. | Complexul Muzeal Național „Moldova”, Iași   | Cimec    |

## Fond
| Foto | Informații generale | Detalii tehnice | Descriere | Deținător                                           | Legături |
| ---- | --- | --- | --- | --------------------------------------------------- | -------- |
|      | Farfurie întinsă | Datare: a doua jumătate a secolului al XIX-lea Școală: Atelier francez Dimensiuni: D= 24,5 cm, l=2 cm Material: porțelan, pictare sub glazură                                                                            | Farfuria este întinsă și are formă rotundă, de culoare bleu, din porțelan. Câmpul central este decorat cu monograma domnitorului Alexandru Ioan Cuza, pictată, în relief iar deasupra monogramei se află coroana princiară. Pe verso se află ștampila fabricantului și o inscripție în limba franceză indicând denumirea și locația atelierului. Farfuria face parte dintr-un serviciu de masă ce a aparținut familiei domnitoare Cuza. | Muzeul Unirii, Iași                                 | Cimec    |
|      | Farfurie întinsă | Datare: a doua jumătate a secolului al XIX-lea Școală: Atelier francez Dimensiuni: D= 26 Material: porțelan; pictare sub glazură                                                                                         | Farfuria este din porțelan alb fiind întinsă și având o formă circulară. Marginile exterioare sunt de culoarea turcoaz și sunt încadrate în două benzi, una mai subțire și alta mai accentuată și mai groasă, verde închis. Blatul este de culoare albă, pictat pe margini cu arabescuri de culoare roșu-corai, desenul imitând motivele de pe coroana regală. Pe centrul farfuriei este dispusă monograma domnitorului Alexandru Ioan Cuza și coroana princiară, reluând culoarea benzii turcoaz de pe margine. Pe revers apare o inscripție cu marca fabricantului. Farfuria face parte dintr-un set de masă ce a aparținut familiei domnitoare Cuza. | Muzeul Unirii, Iași                                 | Cimec    |
|      | Farfurie întinsă | Datare: a doua jumătate a secolului al XIX-lea Școală: Atelier francez Dimensiuni: D= 24 cm, l=2 cm Material: porțelan, pastă tare, modelare în tipar, pictare manuală, pictare prin glazură, aurire parțială, glazurare | Farfuria face parte dintr-un serviciu de masă compus din peste 100 de piese comandate la manufacturile regale din Sèvres de către familia domnitoare Cuza. Serviciul urma să fie folosit în palatul domnesc din Cotroceni. Farfuria este întinsă, circulară și pictată pe margini cu cinci medalioane florale care alternează cu arabescuri aurii. Reprezintă modelul decorativ în stil Louis-Philippe, creat în anul 1844 de către ceramistul Charles Antoine Didier, fiul. Farfuria este decorată central cu stema Principatelor Unite și deviza unionistă „Toți pentru Unu”. Stema și motivele florale se caracterizează printr-o vie policromie: galben, nuanțe de roșu, roz, verde și albastru. Pe reversul ei apar două mărci în câmp circular, „Chateaux de Trianon” (culoare roșu-carmin) și „Sevres 1846” (cu albastru). De asemenea se remarcă cartelul care conține, în cifre latine, datele dublei alegeri ale lui Alexandru Ioan Cuza ca principe al Țării Românești. | Muzeul Unirii, Iași                                 | Cimec    |
|      | Farfurie întinsă | Datare: a doua jumătate a secolului al XIX-lea Școală: Atelier francez Dimensiuni: D= 24 cm, l=2 cm Material: porțelan, pastă tare, modelare în tipar, pictare manuală, pictare prin glazură, aurire parțială, glazurare | Farfuria face parte dintr-un serviciu de masă compus din peste 100 de piese comandate la manufacturile regale din Sèvres de către familia domnitoare Cuza. Serviciul urma să fie folosit în palatul domnesc din Cotroceni. Farfuria este întinsă, circulară și pictată pe margini cu cinci medalioane florale care alternează cu arabescuri aurii. Reprezintă modelul decorativ în stil Louis-Philippe, creat în anul 1844 de către ceramistul Charles Antoine Didier, fiul. Farfuria este decorată central cu stema Principatelor Unite și deviza unionistă „Toți pentru Unu”. Stema și motivele florale se caracterizează printr-o vie policromie: galben, nuanțe de roșu, roz, verde și albastru. Pe reversul ei apar două mărci în câmp circular, „Chateaux de Trianon” (culoare roșu-carmin) și „Sevres 1846” (cu albastru). De asemenea se remarcă cartelul care conține, în cifre latine, datele dublei alegeri ale lui Alexandru Ioan Cuza ca principe al Țării Românești. | Muzeul Unirii, Iași                                 | Cimec    |
|      | Farfurie întinsă | Datare: a doua jumătate a secolului al XIX-lea Școală: Atelier francez Dimensiuni: D= 24 cm, l=2 cm Material: porțelan, pastă tare, modelare în tipar, pictare manuală, pictare prin glazură, aurire parțială, glazurare | Farfuria face parte dintr-un serviciu de masă compus din peste 100 de piese comandate la manufacturile regale din Sèvres de către familia domnitoare Cuza. Serviciul urma să fie folosit în palatul domnesc din Cotroceni. Farfuria este întinsă, circulară și pictată pe margini cu cinci medalioane florale care alternează cu arabescuri aurii. Reprezintă modelul decorativ în stil Louis-Philippe, creat în anul 1844 de către ceramistul Charles Antoine Didier, fiul. Farfuria este decorată central cu stema Principatelor Unite și deviza unionistă „Toți pentru Unu”. Stema și motivele florale se caracterizează printr-o vie policromie: galben, nuanțe de roșu, roz, verde și albastru. Pe reversul ei apar două mărci în câmp circular, „Chateaux de Trianon” (culoare roșu-carmin) și „Sevres 1846” (cu albastru). De asemenea se remarcă cartelul care conține, în cifre latine, datele dublei alegeri ale lui Alexandru Ioan Cuza ca principe al Țării Românești. | Muzeul Unirii, Iași                                 | Cimec    |
|      | Farfurie întinsă | Datare: a doua jumătate a secolului al XIX-lea Școală: Atelier francez Dimensiuni: D= 24 cm, l=2 cm Material: porțelan, pastă tare, modelare în tipar, pictare manuală, pictare prin glazură, aurire parțială, glazurare | Farfuria face parte dintr-un serviciu de masă compus din peste 100 de piese comandate la manufacturile regale din Sèvres de către familia domnitoare Cuza. Serviciul urma să fie folosit în palatul domnesc din Cotroceni. Farfuria este întinsă, circulară și pictată pe margini cu cinci medalioane florale care alternează cu arabescuri aurii. Reprezintă modelul decorativ în stil Louis-Philippe, creat în anul 1844 de către ceramistul Charles Antoine Didier, fiul. Farfuria este decorată central cu stema Principatelor Unite și deviza unionistă „Toți pentru Unu”. Stema și motivele florale se caracterizează printr-o vie policromie: galben, nuanțe de roșu, roz, verde și albastru. Pe reversul ei apar două mărci în câmp circular, „Chateaux de Trianon” (culoare roșu-carmin) și „Sevres 1846” (cu albastru). De asemenea se remarcă cartelul care conține, în cifre latine, datele dublei alegeri ale lui Alexandru Ioan Cuza ca principe al Țării Românești. | Muzeul Unirii, Iași                                 | Cimec    |
|      | Farfurie întinsă | Datare: a doua jumătate a secolului al XIX-lea Școală: Atelier francez Dimensiuni: D= 24 cm, l=2 cm Material: porțelan, pastă tare, modelare în tipar, pictare manuală, pictare prin glazură, aurire parțială, glazurare | Farfuria face parte dintr-un serviciu de masă compus din peste 100 de piese comandate la manufacturile regale din Sèvres de către familia domnitoare Cuza. Serviciul urma să fie folosit în palatul domnesc din Cotroceni. Farfuria este întinsă, circulară și pictată pe margini cu cinci medalioane florale care alternează cu arabescuri aurii. Reprezintă modelul decorativ în stil Louis-Philippe, creat în anul 1844 de către ceramistul Charles Antoine Didier, fiul. Farfuria este decorată central cu stema Principatelor Unite și deviza unionistă „Toți pentru Unu”. Stema și motivele florale se caracterizează printr-o vie policromie: galben, nuanțe de roșu, roz, verde și albastru. Pe reversul ei apar două mărci în câmp circular, „Chateaux de Trianon” (culoare roșu-carmin) și „Sevres 1846” (cu albastru). De asemenea se remarcă cartelul care conține, în cifre latine, datele dublei alegeri ale lui Alexandru Ioan Cuza ca principe al Țării Românești. | Muzeul Unirii, Iași                                 | Cimec    |
|      | Farfurie întinsă | Datare: a doua jumătate a secolului al XIX-lea Școală: Atelier francez Dimensiuni: D= 24 cm, l=2 cm Material: porțelan, pastă tare, modelare în tipar, pictare manuală, pictare prin glazură, aurire parțială, glazurare | Farfuria face parte dintr-un serviciu de masă compus din peste 100 de piese comandate la manufacturile regale din Sèvres de către familia domnitoare Cuza. Serviciul urma să fie folosit în palatul domnesc din Cotroceni. Farfuria este întinsă, circulară și pictată pe margini cu cinci medalioane florale care alternează cu arabescuri aurii. Reprezintă modelul decorativ în stil Louis-Philippe, creat în anul 1844 de către ceramistul Charles Antoine Didier, fiul. Farfuria este decorată central cu stema Principatelor Unite și deviza unionistă „Toți pentru Unu”. Stema și motivele florale se caracterizează printr-o vie policromie: galben, nuanțe de roșu, roz, verde și albastru. Pe reversul ei apar două mărci în câmp circular, „Chateaux de Trianon” (culoare roșu-carmin) și „Sevres 1846” (cu albastru). De asemenea se remarcă cartelul care conține, în cifre latine, datele dublei alegeri ale lui Alexandru Ioan Cuza ca principe al Țării Românești. | Muzeul Unirii, Iași                                 | Cimec    |
|      | Farfurie întinsă | Datare: a doua jumătate a secolului al XIX-lea Școală: Atelier francez Dimensiuni: D= 24 cm, l=2 cm Material: porțelan, pastă tare, modelare în tipar, pictare manuală, pictare prin glazură, aurire parțială, glazurare | Farfuria face parte dintr-un serviciu de masă compus din peste 100 de piese comandate la manufacturile regale din Sèvres de către familia domnitoare Cuza. Serviciul urma să fie folosit în palatul domnesc din Cotroceni. Farfuria este întinsă, circulară și pictată pe margini cu cinci medalioane florale care alternează cu arabescuri aurii. Reprezintă modelul decorativ în stil Louis-Philippe, creat în anul 1844 de către ceramistul Charles Antoine Didier, fiul. Farfuria este decorată central cu stema Principatelor Unite și deviza unionistă „Toți pentru Unu”. Stema și motivele florale se caracterizează printr-o vie policromie: galben, nuanțe de roșu, roz, verde și albastru. Pe reversul ei apar două mărci în câmp circular, „Chateaux de Trianon” (culoare roșu-carmin) și „Sevres 1846” (cu albastru). De asemenea se remarcă cartelul care conține, în cifre latine, datele dublei alegeri ale lui Alexandru Ioan Cuza ca principe al Țării Românești. | Muzeul Unirii, Iași                                 | Cimec    |
|      | Farfurie întinsă | Datare: a doua jumătate a secolului al XIX-lea Școală: Atelier francez Dimensiuni: D= 24 cm, l=2 cm Material: porțelan, pastă tare, modelare în tipar, pictare manuală, pictare prin glazură, aurire parțială, glazurare | Farfuria face parte dintr-un serviciu de masă compus din peste 100 de piese comandate la manufacturile regale din Sèvres de către familia domnitoare Cuza. Serviciul urma să fie folosit în palatul domnesc din Cotroceni. Farfuria este întinsă, circulară și pictată pe margini cu cinci medalioane florale care alternează cu arabescuri aurii. Reprezintă modelul decorativ în stil Louis-Philippe, creat în anul 1844 de către ceramistul Charles Antoine Didier, fiul. Farfuria este decorată central cu stema Principatelor Unite și deviza unionistă „Toți pentru Unu”. Stema și motivele florale se caracterizează printr-o vie policromie: galben, nuanțe de roșu, roz, verde și albastru. Pe reversul ei apar două mărci în câmp circular, „Chateaux de Trianon” (culoare roșu-carmin) și „Sevres 1846” (cu albastru). De asemenea se remarcă cartelul care conține, în cifre latine, datele dublei alegeri ale lui Alexandru Ioan Cuza ca principe al Țării Românești. | Muzeul Unirii, Iași                                 | Cimec    |
|      | Lingură pentru salată | Datare: a doua jumătate a secolului al XIX-lea Școală: Atelier englez Dimensiuni: L= 28 cm Material: alpaca argintantă                                                                                                   | Lingura are un căuș din os și un mâner din metal argintat. Mânerul este decorat în capăt cu un medalion încadrând stema Principatelor Unite. Face parte dintr-un set de tacâmuri din argint și as al familiei domnitoare Cuza. | Muzeul Unirii, Iași                                 | Cimec    |
|      | Lingură pentru supă | Datare: a doua jumătate a secolului al XIX-lea Școală: Atelier englez Dimensiuni: L=15, 5 cm Material: alpaca argintantă                                                                                                 | Lingura are un mâner cu decor floral, la capătul căruia, pe verso, se află reprezentat într-un medalion stema Principatelor Unite. Face parte dintr-un set de tacâmuri din argint și as al familiei domnitoare Cuza. | Muzeul Unirii, Iași                                 | Cimec    |
|      | Clește pentru zahăr | Datare: a doua jumătate a secolului al XIX-lea Școală: Atelier englez Dimensiuni: L=15, 5 cm Material: alpaca argintantă                                                                                                 | Cleștele are un sistem de prindere sub formă de gheară. Mânerul este docorat pe ambele laturi cu stema Principatelor Unite, încadrată într-un medalion, de sub care coboară un decor floral ce se continuă până spre capătul celor două brațe de prindere. Piesa face parte dintr-un set de argintărie ce a aparținut familiei domnitoare Cuza. | Muzeul Unirii, Iași                                 | Cimec    |
|      | Cupă pentru șampanie | Datare: a doua jumătate a secolului al XIX-lea Școală: Atelier francez Dimensiuni: l= 11 cm, DB= 10,5 cm Material: cristal de Baccarat; gravare                                                                          | Cupa este realizată din cristal de Baccarat fiind destinată servirii șampaniei. Este decorată cu motive liniare și volute. Pe mijlocul cupei este gravată stema Principatelor Unite. Obiectul a făcut parte dintr-un set de pahare ce a aparținut familiei domnitoare Cuza. | Muzeul Unirii, Iași                                 | Cimec    |
|      | Cană pentru apă | Datare: a doua jumătate a secolului al XIX-lea Școală: Atelier francez Dimensiuni: l-9,5 cm, DG=7,5 cm, DB=5,5 cm Material: cristal, gravare                                                                             | Cana este realizată din cristal de Baccarat având o toartă și un decor reprezentat de linii curbe, motive vegetale și florale. În registrul central al decorului este gravată stema Principatelor Unite încadrată într-un cerc. Obiectul a făcut parte dintr-un set de veselă de cristal ce a aparținut familiei domnitoare Cuza. | Muzeul Unirii, Iași                                 | Cimec    |
|      | Bol pentru compot | Datare: a doua jumătate a secolului al XIX-lea Școală: Atelier francez Dimensiuni: l=7 cm, D=12,5 cm Material: cristal; gravare                                                                                          | Bolul este realizat din cristal clair și are formă rotundă. Decorul este constituit din motive florale și volute. În registrul central, într-un medalion, este gravată stema Principatelor Unite. Obiectul a făcut parte dintr-un serviciu de veselă din cristal ce a aparținut familiei domnitoare Cuza. | Muzeul Unirii, Iași                                 | Cimec    |
|      | Carafă pentru vin | Datare: a doua jumătate a secolului al XIX-lea Școală: Atelier francez Dimensiuni: l=21 cm, D=12 cm Material: cristal, gravare                                                                                           | Obiectul face parte dintr-un serviciu de masă care a aparținut domnitorului Alexandru Ioan Cuza. Este o carafă de vin realizată din cristal clair, probabil Baccarat, în formă de amforă. Fundul vasului este ușor bombat iar gâtul este prelungit terminându-se cu o margine de circa 1,5 cm în exterior. Corpul sticlei este decorat cu motive florale, boabe de struguri și volute. În registrul central este decorat cu stema gravată a Principatelor Unite. | Muzeul Unirii, Iași                                 | Cimec    |
|      | Carafă pentru vin | Datare: a doua jumătate a secolului al XIX-lea Școală: Atelier francez Dimensiuni: l=21 cm, D=12 cm Material: cristal, gravare                                                                                           | Obiectul face parte dintr-un serviciu de masă care a aparținut domnitorului Alexandru Ioan Cuza. Este o carafă de vin realizată din cristal clair, probabil Baccarat, în formă de amforă. Fundul vasului este ușor bombat iar gâtul este prelungit terminându-se cu o margine de circa 1,5 cm în exterior. Corpul sticlei este decorat cu motive florale, boabe de struguri și volute. În registrul central este decorat cu stema gravată a Principatelor Unite. | Muzeul Unirii, Iași                                 | Cimec    |
|      | Carafă pentru vin | Datare: a doua jumătate a secolului al XIX-lea Școală: Atelier francez Dimensiuni: l=21 cm, D=12 cm Material: cristal, gravare                                                                                           | Obiectul face parte dintr-un serviciu de masă care a aparținut domnitorului Alexandru Ioan Cuza. Este o carafă de vin realizată din cristal clair, probabil Baccarat, în formă de amforă. Fundul vasului este ușor bombat iar gâtul este prelungit terminându-se cu o margine de circa 1,5 cm în exterior. Corpul sticlei este decorat cu motive florale, boabe de struguri și volute. În registrul central este decorat cu stema gravată a Principatelor Unite. | Muzeul Unirii, Iași                                 | Cimec    |
|      | Carafă pentru vin | Datare: a doua jumătate a secolului al XIX-lea Școală: Atelier francez Dimensiuni: l=21 cm, D=12 cm Material: cristal, gravare                                                                                           | Obiectul face parte dintr-un serviciu de masă care a aparținut domnitorului Alexandru Ioan Cuza. Este o carafă de vin realizată din cristal clair, probabil Baccarat, în formă de amforă. Fundul vasului este ușor bombat iar gâtul este prelungit terminându-se cu o margine de circa 1,5 cm în exterior. Corpul sticlei este decorat cu motive florale, boabe de struguri și volute. În registrul central este decorat cu stema gravată a Principatelor Unite. | Muzeul Unirii, Iași                                 | Cimec    |
|      | Instrucțiuni tehnice de sbor și întreținerea planoarelor Autor: Direcțiunea Aeronautică Comercială și Acociația Aviatică C.F.R. Giulești | Datare: 29 mai 1942 Descoperit: jud. BUCUREȘTI Dimensiuni: L: 32,5 cm; La: 23 cm Material: hârtie; tuș negru; dactilografiat                                                                                             | Dosar încopciat conținând un studiu de 20 de pagini dactilografiate, cu tema "Instrucțiuni Tehnice de zbor fără motor pentru planoare” redactat de Direcțiunea Aeronautică Comercială București și Acociația Aviatică C.F.R. - Stadionul Giulești destinat Școlii de Zbor fără motor de la Cucuteni lași. Materialul conține o adresă către președintele școlii și 7 file cu instrucțiuni de zbor pe parcursul a 5 capitole cu 38 de articole și alte 12 pagini cuprinzând norme privind construcțiile aeronautice destinate planoarelor. Pe coperta dosarului sus pe mijloc este plasată ștampila Asociația Aviatică C.F.R. lași, Școala de Zbor fără motor Cucuteni cu tuș violet. Pe aceeași copertă se află titlul olograf iar în dreapta jos semnătura șefului Serviciului Tehnic, inginer I. Dumbravă (care este și donatorul materialului). Din adresa care însoțește materialul aflăm că instrucțiunile aflate în dosarul de față le anulează de fapt pe cele trimise anterior din motivul că întreg materialul este revizuit și actualizat cu date noi. | Muzeul Științei și Tehnicii „Ștefan Procopiu”, Iași | Cimec    |
|      | Fotografie comandor aviator Constantin Argeșeanu                                                                                         | Descoperit: jud. BUCUREȘTI Dimensiuni: L: 13 cm; La: 8 cm Material: hârtie fotografică; fotografiere | Fotografie carte poștală (imprimată pe verso conform rubricilor unei C.P.), care îl reprezintă pe comandorul aviator Constantin Argeșanu (1894 -1964). C. Argeșanu a fost comandorul Flotilei I Aviație de la lași. Imaginea-portret îl reprezintă în uniformă de gală cu epoleți și trese de comandant aviator cu 7 decorații, între care „Steaua României”, iar pe piept are Crucea în grad de Cavaler. Fotografia îl reprezintă din profil pe eroul comandant participant la luptele de la Mărășești din Primul Război Mondial. Pe spate se află înscrisul olograf al inginerului I. Dumbravă care ne furnizează informația despre „Comandor Aviator Argeșanu Constantin, Comandantul Flotilei I Aviație”, cu ștampila donatorului și data când a fost făcută însemnarea. Constantin Argeșanu a fost și scriitor (prozator), care a redactat o serie de lucrări legate de aviație și colegii săi aviatori, ca de exemplu: „Pilot fără noroc” (1958), „Țambalul lui Chiron” (1949). | Muzeul Științei și Tehnicii „Ștefan Procopiu”, Iași | Cimec    |
|      | Jurnal de activitate cu construcția avionetei „Iași1” Autor: Ion Dumbravă                                                                | Descoperit: jud. IAȘI Dimensiuni: L: 11cm; La: 23 cm; Gr: 1 cm Material: hârtie; cerneală neagră, roșie, albastră; pix verde și albastru; manuscris                                                                      | Caietul reprezintă un "Jurnal de activitate” al constructorilor Ion Dumbravă și N. Tănăsachi, jurnal început în decembrie 1933 când s-a deschis campania de lucru pentru terminarea avionetei ”lași1”, (L15) și se finalizează în anul 1941. Jurnalul conține un număr de 75 de file, însemnări olografe cu mai multe tipuri de semnături, predominante fiind însemnările studenților Ion Dumbravă și N. Tănăsachi. Materialul conține proiectul de construcție și etapele parcurse în realizarea acestei avionete, însemnările fiind datate pe an/lună/zi. Sunt semnalate și dificultățile care au trenat lucrările de execuții timp de doi ani, după care colegul Nicu Tănăsachi abandonează lucrul iar I. Dumbravă declară: ”Am rămas singur numai cu dragostea pentru ce începusem”. Finalul jurnalului menționează de asemenea, și dificultățile întâmpinate de studenții ieșeni: "Astăzi putem afirma, cu tărie după construirea avionului ”lași1” dacă Politehnica București a primit cadou de la stat două avioane englezești Tigher- Moth iar Politehnicii din lași nu i s-a dat nimic, studenții de la lași azi ”. Caietul are carton de culoare bej, capsat, iar filele sunt din hârtie de calc, liniate dictando, dar și cu liniatură proprie cu creion albastru la unele pagini. | Muzeul Științei și Tehnicii „Ștefan Procopiu”, Iași | Cimec    |
|      | Fotografie avion IAR 23 Autor: Gheorghe Bănciulescu (pilot)                                                                              | Datare: 1932 Descoperit: jud. IAȘI Dimensiuni: L: 13,8 cm; La: 8,6 cm Material: hârtie fotografică; fotografiere | Fotografia este realizată de Atelierul fotografic ”Adler Oscar” din Brașov după ștampila ușor șteară din colțul de sus stânga-verso. Fotografia este realizată tip carte poștală, iar imaginea reprezintă avionul IAR 23 pilotat de Gh. Bănciulescu, pilot român care a trăit între 1898 -1935, la lași și care este primul aviator care a pilotat un avion cu proteze la membrele inferioare. Pe verso donatorul Ion Dumbravă a autentificat documentul cu semnătura proprie și a datat înscrisul său adăugat ulterior, sus-dreapta: "Motor Rolls-Royce”/ Raiduri în Europa cu avionul I.A.R. 23 pilotat de aviator comandor Bănciulescu Gheorghe/ Acest avion a luat foc la decolare de pe aeroport "Pipera” cu ocazia raidului București - Tokio pilotat de către aviatorul Papană Alexandru. | Muzeul Științei și Tehnicii „Ștefan Procopiu”, Iași | Cimec    |
|      | Comandorul de aviație Dan Vizanti (1910-1992) și comandantul Dumitrescu                                                                  | Descoperit: jud. IAȘI Dimensiuni: L: 11,6 cm; La: 8,2 cm Material: hârtie fotografică; fotografiere | Fotografie realizată prin developare și fixare, alb-negru, reprezentând pe comandorul de aviație Dan Vizanti (1910-1992) și comandantul Dumitrescu care făceau parte din Grupul 6 Vânătoare Popești Leordeni al cărui comandant a fost locotenent-comandor Dan Vizanti. La 10 iunie 1944 o escadrilă de 100 de avioane ale flotei SUA atacă baza de la Popești Leordeni. Grupul 6 Vânătoare sub comanda lui Vizanti apără cu mare cu eroism baza, scriind o pagină gloriaoasă din istoria aviației din al doilea război mondial. Pe frontul de est, comandorul Dan Vizanti își câștigase renumele și astfel a fost supranumit ”Lupul Carpaților”. Pe verso-ul fotografiei se află înscrisul olograf al donatorului, pilotul Ion Dumbravă: „Comandor Dan Vizanti (fiu al lașului) cu comandant Dumitescu” și ștampila personală și semnătura. | Muzeul Științei și Tehnicii „Ștefan Procopiu”, Iași | Cimec    |
|      | Fotografie ansamblu „Grupul 6 Vânători”                                                                                                  | Datare: circa 1944 Descoperit: jud. IAȘI Dimensiuni: L: 9 cm; La: 6 cm Material: hârtie fotografică; fotografiere | Imaginea a fost realizată în tabăra aviatică de la Popești Leordeni, unde de fapt era baza Grupului 6 Vânători. În imagine se observă un cort militar în fața căruia sunt trei persoane: un ofițer în picioare lângă cort, celălalt ofițer este așezat pe scaun și stând de vorbă cu un soldat. Unul dintre ofițeri este comandorul pilot Dan Vizanti. Fotografia face parte din colecția Sebastian Vizanti fiul pilotului și donatorul mai multor documente. | Muzeul Științei și Tehnicii „Ștefan Procopiu”, Iași | Cimec    |
|      | Fotografie ansamblu „Grupul 6 Vânători”                                                                                                  | Datare: 1944 Descoperit: jud. IAȘI Dimensiuni: L: 9,2 cm; La: 6 cm Material: hârtie fotografică; fotografiere | Fotografia alb-negru face parte din aceeași colecție, Sebastian Vizanti, și reprezintă o imagine de grup - Grupul 6 Vântătoare, comandat de Dan Vizanti. Piloții sunt așezați pe trei rânduri, în plan secund aflându-se două avioane, unul se vede aproape în întregime, celălalt doar cu o aripă. Șase dintre piloți sunt așezați la o masă plasată pe centrul grupului unde îl putem recunoaște și pe comandorul pilot Dan Vizanti. Fotografia se păstrează bine și are valoare documentară. | Muzeul Științei și Tehnicii „Ștefan Procopiu”, Iași | Cimec    |
|      | Fotografie ansamblu „Grupul 6 Vânători”                                                                                                  | Datare: 1944 Descoperit: jud. IAȘI Dimensiuni: L: 8,7 cm; La: 6,7 cm Material: hârtie fotografică; fotografiere | Fotografie alb-negru din aceeași colecție Sebastian Vizanti, reprezentând o imagine de ansamblu a Grupului 6 Vânătoare la baza aviatică de la Popești Leordeni al cărui comandant era locotenentul comandor pilot Dan Vizanti. Presupunem că este vorba de o întâlnire festivă desfășurată în fața hangarelor de la baza aviatică pomenită mai sus. Cei mai mulți dintre piloți se află cu spatele iar alți câțiva în semiprofil sau față. Fotografia se păstrează bine și are valoare documentară. | Muzeul Științei și Tehnicii „Ștefan Procopiu”, Iași | Cimec    |
|      | Fotografie ansamblu „Grupul 6 Vânători”                                                                                                  | Datare: 1944 Descoperit: jud. IAȘI Dimensiuni: L: 8,3 cm; La: 5,7 cm Material: hârtie fotografică; fotografiere | Fotografia alb-negru reprezintă o imagine de la baza aeronautică de la Popești Leordeni a Grupului 6 Vânătoare și reprezintă imaginea a doi ofițeri în picioare în partea dreaptă a fotografiei, cel mai din dreapta este pilotul Dan Vizanti și alți doi ofițeri cu spatele, în mișcare care se deplasează către corturile din tabără. Toate persoanele sunt în uniformă militară. Fotografia fiind făcută în anul 1944 aduce în fața privitorului un moment de activitate zilnică din perioada războiului, castanii care se află pe fundalul fotografiei sunt înfloriți, așadar suntem la sfârșitul primăverii anului 1944. Fotografia se păstrează bine și are valoare documentară. | Muzeul Științei și Tehnicii „Ștefan Procopiu”, Iași | Cimec    |
|      | Fotografie ansamblu „Grupul 6 Vânători”                                                                                                  | Datare: 1944 Descoperit: jud. IAȘI Dimensiuni: L: 12,3 cm; La: 8,2 cm Material: hârtie fotografică; fotografiere | Fotografia alb-negru reprezintă o imagine de la baza aeronautică de la Popești Leordeni a Grupului 6 Vânătoare și reprezintă imaginea unui grup de ofițeri și piloți în fața unei barăci din cărămidă, în imagini distingându-l cu fața și pe comandorul pilot Dan Vizanti. Fotografia fiind făcută în anul 1944 aduce în fața privitorului un moment de activitate zilnică din perioada războiului. Fotografia se păstrează bine și are valoare documentară. | Muzeul Științei și Tehnicii „Ștefan Procopiu”, Iași | Cimec    |
|      | Fotografie ansamblu „Grupul 6 Vânători”                                                                                                  | Datare: 1944 Descoperit: jud. IAȘI Dimensiuni: L: 12,3 cm; La: 8,2 cm Material: hârtie fotografică; fotografiere | Fotografia alb-negru reprezintă o imagine de la baza aeronautică de la Popești Leordeni a Grupului 6 Vânătoare și reprezintă imaginea a trei persoane doi dintre ei sunt piloții avionului cealaltă persoană este în civil și sunt urcați pe un avion de vântătoare, probabil după aterizare căci dau mâna cu civilul aflat pe aripă. Fotografia fiind făcută în anul 1944 aduce în fața privitorului un moment de activitate zilnică din perioada războiului. Fotografia se păstrează bine și are valoare documentară. | Muzeul Științei și Tehnicii „Ștefan Procopiu”, Iași | Cimec    |
|      | Caiet de notițe - avioneta „Iași1” | Descoperit: jud. IAȘI Dimensiuni: L: 24 cm; La: 16,8 cm; Gr: 0,5 cm Material: hârtie; manuscris | Caietul conține însemnări ale studentului Ion Dumbravă, 17 file cu notițele olografe ce cuprind descrieri de tehnică și matematică, aeronautice referitoare la: rezistența aerului, profilul aripei, presiuni și depresiuni, unghiuri, propulsie, evoluțiile avionului în timpul zborului, hidroavioane. O serie de pagini sunt libere, la sfârșit sunt trei file cu alte însemnări de ordin fizic ce se sfârșesc cu semnătura olografă a deținătorului. Notițele din perioada studenției cu notițe, desene și formule privind noțiuni de aerodinamică. Pe copertă, cu tuș roșu, ștampila deținătorului. Caietul se păstrează bine și are valoare documentară. | Muzeul Științei și Tehnicii „Ștefan Procopiu”, Iași | Cimec    |
|      | Brevet de pilot nr. 623/1927 Autor: Aviator Maior Argeșanu Constantin                                                                    | Datare: 1927 Dimensiuni: L: 14 cm; La: 8 cm; Gr: 0,3 cm Material: carton pânzat | Carnetul de brevet conține inițial două file cartonate care menționează confirmările în anul 1925 referitoare brevetul de observator aerian militar, iar în 1927 de pilot aviator militar. Pe coperțile cartonate de culoare maro și înscrisul imprimat cu litere aurii, iar pe revers se află date de stare civilă și semnalmentele fizionomice ale deținătorului. În continuare găsim o anexă a brevetului de personal navigant militar, eliberat av. Maior Argeșanu Constantin în data de 01.05.1931 cu 6 file ce conțin instrucțiuni și pagini pentru vizele periodice medicale. Pe copertă: România, stema Regatului României, Ministerul Armatei, Inspectoratul general al Aeronauticii, Brevet de personal navigant militar. | Muzeul Științei și Tehnicii „Ștefan Procopiu”, Iași | Cimec    |
|      | Pașaportul comandantului Constantin Argeșeanu nr. 152951/1935 Autor: Prefectura Poliției București                                       | Datare: 1935 Dimensiuni: L: 16,5 cm; La: 9,5 cm; Gr: 0,5 cm Material: carton pânzat; hârtie filigranată; tipărire | Pașaport pentru străinătate în limba română și franceză (Passepourt a l-Etranger), în centru aflându-se Stema Regatului României în culoare aurie. Reversul coperții conține fotografia alb-negru a posesorului cu semnătura olografă a acestuia și a funcționarului care a completat rubricile pașaportului. În interior textul pretipărit conform standardelor de atunci, în limba română și franceză. Datele privind posesorul și datele fizionomice ale acestuia sunt completate cu cerneală neagră (decolorată) cu mențiunea că acesta călătorește în Europa. Fila nr. 4 este timbrată cu trei timbre în valoare de 127,25 lei. Eliberat de Prefectura Poliției București cu valabilitate de trei luni. Aceste file conțin semnătura și sigiliul autorității emitente. Urmează paginile pentru vize și se constată vize emise de Turcia, Bulgaria, Băneasa. Restul filelor sunt goale. | Muzeul Științei și Tehnicii „Ștefan Procopiu”, Iași | Cimec    |
|      | Agendă de buzunar a Fabricii de avioane SET (comandantul Constantin Argeșeanu) Autor: Fabrica de avioane SET                             | Datare: 1938 Dimensiuni: L: 11,8 cm; La: 8,3 cm; Gr: 1 cm Material: hârtie fină; piele | Agenda este personalizată, fiind pretipărită la Fabrica de avioane SET - București, sfârșitul agendei cuprinzând tabele cu informații utile și sfaturi pentru piloți. Se încheie cu file de repertoir alfabetic. Muchiile filelor sunt aurite. Primele pagini conțin mai multe însemnări și imagini: „oaspeți delegați au cercetat fabrica de avioane”; imaginea unu cu M.S. Regele ieșind de la SET însoțit de ing. Zanfirescu; imaginea doi: după ce a vizitat atelierele și a semnat în Cartea de Aur, sub care se află semnătura olografă a Regelui Carol, cu cerneală neagră, 13.07.1931. În continuare agenda conține 13 file cu imagini a unor personalități care au vizitat fabrica (Regii Carol și Mihai) cu scurte comentarii și însemnări olografe ale vizitatorilor. Unele file conțin însemnările olografe ale comandantului Constantin Em. Argeșanu. | Muzeul Științei și Tehnicii „Ștefan Procopiu”, Iași | Cimec    |
|      | „Eroismul ostașilor români în luptele de la Mărășești” (comandantul Constantin Argeșeanu)                                                | Datare: 1940 Dimensiuni: L: 31 cm; La: 21,5 cm; Gr: 0,5 cm Material: hârtie; tu; dactilografiere; manuscris | Caietul conține un număr de 23 de file, cea mai mare parte dactilografiate și însemnări olografe în creion. Materialul reprezintă un grupaj de articole semnate de Argeșanu, publicate în diverse publicații ale vremii și adunate sub titlul „Eroismul ostașilor români în luptele de la Mărășești”. Pe reversul primei pagini sunt desenate în creion trei portrete profil și două din față. Filele sunt capsate și unele pagini prezintă degradări sub formă de pete, fila este îngălbenită. | Muzeul Științei și Tehnicii „Ștefan Procopiu”, Iași | Cimec    |
|      | Conferință ”Ziua Aviației” susținută de general aviator Constantin Argeșanu                                                              | Dimensiuni: L: 26 cm; La: 22 cm Material: hârtie; creion; manuscris | Conferință cu titlul: ”Ziua Aviației” de general aviator Constantin Argeșanu. Conține trei file, olograf, în creion negru cu semnătura generalului aviator Constantin Argeșanu. În acest text autorul aduce un omagiu aviației și piloților aerului, făcând referiri la aparatele de zbor văzute ca o „mașină” și la dezvoltarea aeronauticii românești. Textul este o mărturie a deosebitei sale sensibilități, un exemplu de bună cunoaștere a limbii române literare, dovedind în același timp un real talent literar. Ambele foi au antet: Comandantul Aeronauticii Regale Cabinet; tuș albastru. C. Argeșanu este autorul volumelor ”Pilot fără noroc” (1958) și "Țambalul lui Chiron” (1949). | Muzeul Științei și Tehnicii „Ștefan Procopiu”, Iași | Cimec    |
|      | Conferință ”Aviațaia și povestea sborului” susținută de general aviator Constantin Argeșanu                                              | Datare: anii 1940 Dimensiuni: Coperți: L: 23 cm; La: 17,5 cm; File: L: 21 cm; La: 17 cm Material: hârtie; cerneală; dactilografiere                                                                                      | Documentul reprezintă o conferință ținută de comandorul (general) Constantin Argeșanu la C.F.R. cu titlul „Aviațaia și povestea sborului” și conține 20 de pagini dactilografiate, prinse cu un bold. Ultima pagină este goală; textul este prins într-un carton de culoare vernil, iar pe latura stângă, vertical, este lipit un ștraif cu un titlu ce conține rubrica „Jurnalul (incomplet) - Cronica aviatică” de gen. C. Argeșanu. Conferința are două părți: prima referitoare la istoria aviației militare și diferite detalii legate de tehnicile de zbor; a doua parte se referă la aviația civilă, în care include și aviația de transport cu plată cu interesele economice sau dictate de problemele politice din care aflăm că fiecare mare stat își are propria strategie de dezvoltare a aviației civile și de transport. În același timp cele două conferințe reprezintă un omagiu adus și Căilor Ferate Române. C. Argeșanu este autorul volumelor „Pilot fără noroc” (1958) și „Țambalul lui Chiron” (1949). | Muzeul Științei și Tehnicii „Ștefan Procopiu”, Iași | Cimec    |
|      | Pipa comandorului Gheorghe Bănciulescu                                                                                                   | Datare: anii 1930 Dimensiuni: L: 16 cm; La: 3 cm; Î: 4,5 cm Material: lemn; lustruire | Obiect pentru fumat, format dintr-o parte mai groasă și scobită în care se pune tutunul și dintr-un tub care se află în prelungirea părții în care se pune și arde tutunul, prin care se trage fumul. Este un model drept de pipă și poate fi utilizată în mod repetat, pentru o lungă perioadă de timp. Este construită din două părți: partea groasă și tubul care se montează prin înșurubare. Pipa a fost deținută și utilizată de către comandorul Gheorghe Bănciulescu (1898 -1935). Partea în care se pune tutunul este crăpată pe o lungime de circa doi centimetri. | Muzeul Științei și Tehnicii „Ștefan Procopiu”, Iași | Cimec    |
|      | Pipa comandorului Radu Beller | Datare: circa 1920 Dimensiuni: L: 13 cm; D: 3 cm; Î: 3,5 cm Material: lemn de briar; ebonită; lustruire | Este confecționată din două părți: corpul din lemn de briar de culoare bej și prelungirea din ebonită de culoare neagră. A aparținut aviatorului Radu Beller. | Muzeul Științei și Tehnicii „Ștefan Procopiu”, Iași | Cimec    |
|      | Dulap de sufragerie | Datare: a doua jumătate a secolului al XIX-lea Dimensiuni: dulap partea superioară: L=158 cm; LA=48 cm; Î=163 cm; dulap partea inferioară: L=172 cm; LA=62 cm; Î=87 Material: lemn de stejar sculptat                    | Dulapul este un bufet de sufragerie realizat din lemn de stejar. Conține două părți, separate printr-o zonă de depozitare a veselei.legătura între cele două corpuri este realizată prin două piciorușe din lemn sculptat. Partea inferioară este acoperită de un blat de marmură și este prevăzută cu două uși și două sertare dispuse longitudinal, deasupra ușilor. Închizătorile sunt din bronz. Corpul superior prezintă, central, două etajere suprapuse, încadrate de alte două compartimente de aceeași mărime, dispuse simetric, închise cu uși. Ușile sunt ornamentate cu elemente sculpturale din lemn, reprezentând figurine antropomorfe feminine. Elementele decorative de pe uși creează imaginea unor vrejuri. Cornișa și frontonul prezintă detalii sculpturale asemănătoare celor care se regăsesc și la alte piese de mobilier din cel care ambientează sufrageria. | Muzeul Memorial „Mihail Kogălniceanu”, Iași         | Cimec    |
|      | Scaun cu spătar | Datare: a doua jumătate a secolului al XIX-lea Școală: Atelier francez Descoperit: jud. Iași, Iași Dimensiuni: Î=80 cm; LA=36 cm; L=44 cm Material: lemn de stejar sculptat, lăcuit                                      | Scaun din lemn de stejar, sculptat, băițuit și lăcuit. Scaunul are formă pătrată și spătarul dispus pe două laturi. Motivele sculpturale sunt reprezentări florale, figurine umane și păsări. Tapițeria este din catifea grena. Piesa are o valoare artistică și memorială deosebită, aparținând profesorului universitar Gheorghe Băileanu, cel care a locuit în casa lui Mihail Kogălniceanu în perioada interbelică. Prin demersurile sale repetate, casa a fost inclusă pe Lista monumentelor istorice și a devenit muzeu începând cu anul 1971. | Muzeul Memorial „Mihail Kogălniceanu”, Iași         | Cimec    |
|      | Scaun cu model de scoică | Datare: secolul al XIX-lea Descoperit: București Dimensiuni: LA=45 cm; Î=75 cm Material: lemn exotic, sculptare | Scaun din lemn exotic, sculptat în formă de scoică. Brațele au forma unor delfini, iar picioarele reprezintă forma stilizată a unor cochilii de melc. Modelul este de circulație foarte rară, are dimensiuni mici și este de valoare artistică și memorială deosebită, aparținând familiei Kogălniceanu. | Muzeul Memorial „Mihail Kogălniceanu”, Iași         | Cimec    |
|      | Vas | Datare: secolul al XIX-lea Școală: Atelier german Descoperit: București, str. Alecu Russo, nr. 14 Dimensiuni: dop: D=12 cm; Î=22 cm; vas: DB=35 cm; DG=14 cm; Î=61 cm Material: porțelan aurit, aplicații                | Vas din porțelan de Meissen, purtând marcajul specific: două săbii încrucișate și o rozetă de culoare albastră. Vasul cu dop, în formă de amforă, are decorațiuni în relief, aplicate pe un câmp de flori albe, reprezentând păsări, crenguțe, fructe și legume. Dopul este ajurat, cu margini aurite. Vasul prezintă aplicații aurite pe partea strangulată și la bază. Acest obiect a aparținut familiei Kogălniceanu și a intrat în patrimoniul muzeal provenind de la unul dintre moștenitori, Lucia Bucurescu. | Muzeul Memorial „Mihail Kogălniceanu”, Iași         | Cimec    |
|      | Vas | Datare: secolul al XIX-lea Școală: Atelier german Descoperit: București, str. Alecu Russo, nr. 14 Dimensiuni: dop: D=12 cm; Î=22 cm; vas: DB=35 cm; DG=14 cm; Î=61 cm Material: porțelan aurit, aplicații                | Vas din porțelan de Meissen, purtând marcajul specific: două săbii încrucișate și o rozetă de culoare albastră. Vasul cu dop, în formă de amforă, are decorațiuni în relief, aplicate pe un câmp de flori albe, reprezentând păsări, crenguțe, fructe și legume. Dopul este ajurat, cu margini aurite. Vasul prezintă aplicații aurite pe partea strangulată și la bază. Acest obiect a aparținut familiei Kogălniceanu și a intrat în patrimoniul muzeal provenind de la unul dintre moștenitori, Lucia Bucurescu. | Muzeul Memorial „Mihail Kogălniceanu”, Iași         | Cimec    |
|      | Scaun | Datare: secolul al XIX-lea Școală: Atelier francez Dimensiuni: Î=107 cm; LA=44 cm; L=46 cm Material: lemn de stejar; sculptare, lăcuire, băițuire; catifea                                                               | Scaun din lemn de stejar, sculptat, prezentând elemente din stilul de mobilier renascentist francez. Este tapițat cu catifea grena brocată. Obiectul face parte dintr-o garnitură de sufragerie compusă din patru scaune, un fotoliu, o canapea și o masă. Provine din casa familiei Kogălniceanu. | Muzeul Memorial „Mihail Kogălniceanu”, Iași         | Cimec    |
|      | Scaun | Datare: secolul al XIX-lea Școală: Atelier francez Dimensiuni: Î=107 cm; LA=44 cm; L=46 cm Material: lemn de stejar; sculptare, lăcuire, băițuire; catifea                                                               | Scaun din lemn de stejar, sculptat, prezentând elemente din stilul de mobilier renascentist francez. Este tapițat cu catifea grena brocată. Obiectul face parte dintr-o garnitură de sufragerie compusă din patru scaune, un fotoliu, o canapea și o masă. Provine din casa familiei Kogălniceanu. | Muzeul Memorial „Mihail Kogălniceanu”, Iași         | Cimec    |
|      | Scaun | Datare: secolul al XIX-lea Școală: Atelier francez Dimensiuni: Î=107 cm; LA=44 cm; L=46 cm Material: lemn de stejar; sculptare, lăcuire, băițuire; catifea                                                               | Scaun din lemn de stejar, sculptat, prezentând elemente din stilul de mobilier renascentist francez. Este tapițat cu catifea grena brocată. Obiectul face parte dintr-o garnitură de sufragerie compusă din patru scaune, un fotoliu, o canapea și o masă. Provine din casa familiei Kogălniceanu. | Muzeul Memorial „Mihail Kogălniceanu”, Iași         | Cimec    |
|      | Scaun | Datare: secolul al XIX-lea Școală: Atelier francez Dimensiuni: Î=107 cm; LA=44 cm; L=46 cm Material: lemn de stejar; sculptare, lăcuire, băițuire; catifea                                                               | Scaun din lemn de stejar, sculptat, prezentând elemente din stilul de mobilier renascentist francez. Este tapițat cu catifea grena brocată. Obiectul face parte dintr-o garnitură de sufragerie compusă din patru scaune, un fotoliu, o canapea și o masă. Provine din casa familiei Kogălniceanu. | Muzeul Memorial „Mihail Kogălniceanu”, Iași         | Cimec    |
|      | Fotoliu | Datare: secolul al XIX-lea Școală: Atelier francez Dimensiuni: Î=107 cm; LA=59 cm; L=62 cm Material: lemn de stejar; sculptare, lăcuire, băițuire; catifea                                                               | Fotoliu din lemn de stejar, sculptat, prezentând elemente din stilul de mobilier renascentist francez. Este tapițat cu catifea grena brocată. Obiectul face parte dintr-o garnitură de sufragerie compusă din patru scaune, un fotoliu, o canapea și o masă. Provine din casa familiei Kogălniceanu. | Muzeul Memorial „Mihail Kogălniceanu”, Iași         | Cimec    |
|      | Masă de sufragerie | Datare: secolul al XIX-lea Școală: Atelier francez Dimensiuni: Î=75 cm; LA=110 cm; L=150 cm Material: lemn de stejar; sculptare, lăcuire, băițuire                                                                       | Masă de sufragerie din lemn de stejar, băițuit și lăcuit, de formă draptunghiulară, pentru 24 de persoane. Piesa de mobilier este alonjabilă, tăbliile alonjabile lipsind. Picioarele sunt sculptate, prezentând elemente din stilul de mobilier renascentist francez. Obiectul face parte dintr-o garnitură de sufragerie compusă din patru scaune, un fotoliu, o canapea și o masă. Obiectul al aparținut familiei Kogălniceanu, fapt confirmat de profesorul Gheorghe Băileanu. | Muzeul Memorial „Mihail Kogălniceanu”, Iași         | Cimec    |
|      | Canapea | Datare: secolul al XIX-lea Școală: Atelier francez Dimensiuni: Î=111 cm; LA=53,5 cm; L=136 cm Material: lemn de stejar; sculptare, lăcuire, băițuire; catifea                                                            | Canapea din lemn de stejar, sculptat, prezentând elemente din stilul de mobilier renascentist francez. Este o canapea cu trei locuri, spătarul, compartimentat în trei registre sculptate, fiind susținut de două brațe din lemn sculptat. Canapeaua este susținută de 6 picioare sculptate și acestea și tapițată cu catifea grena brocată. Obiectul face parte dintr-o garnitură de sufragerie compusă din patru scaune, un fotoliu, o canapea și o masă. Provine din casa familiei Kogălniceanu. | Muzeul Memorial „Mihail Kogălniceanu”, Iași         | Cimec    |
|      | Mihail Kogălniceanu Autor: A. Thiel | Datare: 1855 Dimensiuni: dimensiuni portret cu passepartout: L=43 cm; LA=30 cm; dimensiuni ramă: L=88 cm; LA=60 cm Material: carton, lemn                                                                                | Tabloul reprezintă un portret al lui Mihail Kogălniceanu, lucrat la Viena, în creion pe hârtie. Lucrarea este semnată A. Thiel și datată 1855. portretul este plasat într-un passepartout și are o ramă din lemn sculptat cu elemente din stilul baroc. | Muzeul Memorial „Mihail Kogălniceanu”, Iași         | Cimec    |
|      | Birou | Datare: 2/2 sec. XIX Școală: Atelier francez Descoperit: jud. Iași, IAȘI Dimensiuni: L: 66 cm; LA: 100 cm; Î: 150 cm Material: lemn; metal; sculptat                                                                     | Scrin realizat din lemn de stejar de culoare maro, prezintă în partea inferioară un număr de șapte sertare, cu încuietori din alamă, iar în partea superioară se sprijină un dulăpior pe patru piciorușe strunjite din lemn. Dulăpiorul este prevăzut cu ornamentații sculpturale și două sertare. Tăblia scrinului este îmbrăcată, pe mijloc, cu o catifea de culoarea coniacului. A aparținut familiei profesorului Petru Poni. | Muzeul Științei și Tehnicii „Ștefan Procopiu”, Iași | Cimec    |
|      | Canapea | Datare: sf. sec. XIX Școală: Atelier necunoscut Descoperit: jud. Iași, IAȘI Dimensiuni: L: 132 cm; LA: 65 cm; Î: 84 cm Material: lemn; stofă                                                                             | Canapea pentru două persoane, prevăzută cu brațe și picioare din lemn de stejar, de culoare neagră, lăcuite. Tapițeria este realizată din stofă pe un fond bej cu motive florale aplicate în diverse culori (portocaliu, bej, verde, maro). Face parte dintre piesele de mobilier aparținând familiei Poni. | Muzeul Științei și Tehnicii „Ștefan Procopiu”, Iași | Cimec    |
|      | Lampă | Datare: 2/2 sec. XIX Școală: Atelier românesc Descoperit: jud. Iași, IAȘI Dimensiuni: Î: 28 cm; Lplăcii de marmură: 13 cm; Gplăcii: 2,2 cm; Dbazei: 10 cm Material: marmură; metal; sculptare                            | Lampă în formă de amforă din metal, sprijinită pe o placă pătrată de marmură. La partea superioară sunt plasate două brațe ornamentate cu elemente din metal, precum și lampa de gaz propriu-zisă. Amfora are gravat, în partea centrală, un cap de femeie cu coroniță. A aparținut familiei Poni. | Muzeul Științei și Tehnicii „Ștefan Procopiu”, Iași | Cimec    |
|      | Icoană | Datare: 2/2 sec. XIX Școală: Atelier românesc Descoperit: jud. Iași, IAȘI Dimensiuni: L: 7 cm; LA: 6 cm Material: argint; lemn; gravare                                                                                  | Iconiță realizată din lemn, de formă hexagonală, are sculptată imaginea Fecioarei Maria cu Pruncul. Este așezată într-o cutie de metal de acceași formă, placată cu foiță de argint. A aparținut familiei Poni. | Muzeul Științei și Tehnicii „Ștefan Procopiu”, Iași | Cimec    |
|      | Ștampilă dreptunghiulară cu inscripția "Donația Petru Poni" Autor: Lupu, Ioniță                                                          | Datare: 1/4 sec. XX Școală: Atelier românesc Descoperit: jud. Iași, IAȘI Dimensiuni: L: 6,5 cm; LA: 3,4 cm; Gr: 1,2 cm; Lmâner: 7 cm; Dmâner: 3,5 cm Material: lemn; metal; lustruire; gravare                           | | Muzeul Științei și Tehnicii „Ștefan Procopiu”, Iași | Cimec    |
|      | Binoclu | Datare: înc. sec. XX Școală: Atelier francez Descoperit: jud. București, BUCUREȘTI Dimensiuni: L: 24 cm; LA: 18 cm Material: metal; sticlă; piele                                                                        | Instrument optic compus din două lunete identice, folosit la observarea obiectelor îndepărtate. Lunetele au axele longitudinale paralele și sunt dispuse în așa fel încât să poată fi apropiate sau depărtate între ele, cu ajutorul unui șurub, pentru ca distanța dintre centrele optice ale ocularelor să fie egală cu distanța dintre pupilele celui care folosește instrumentul. Binoclul i-a aparținut prof. C.V. Gheorghiu și a fost folosit de acesta în timpul primului război mondial. Binoclul are și o carcasă de piele, de culoare maro, pentru protecție. Are valoare memorială. | Muzeul Științei și Tehnicii „Ștefan Procopiu”, Iași | Cimec    |
|      | Oglindă | Datare: mijl. sec. XIX Descoperit: jud. Iași, IAȘI, Muzeul memorial Poni-Cernătescu Dimensiuni: L: 120 cm; La: 130 cm Material: cristal argintat; lemn; ghips                                                            | Oglinda de formă dreptunghiulară cu rama cu ornamente din ipsos și motive geometrice aurite. În partea de jos are o ghirlandă de flori, iar în partea superioară un vas de flori prins prin ghirlande de rama superioară. A aparținut chimistului, ministru al învățământului Petru Poni. | Muzeul Științei și Tehnicii „Ștefan Procopiu”, Iași | Cimec    |
|      | Fotoliu cu spătar sculptat cu motive geometrice                                                                                          | Datare: 2/2 sec. XIX Descoperit: jud. Iași, IAȘI, Muzeul memorial Poni-Cernătescu Dimensiuni: L: 60 cm; La: 55 cm; Î: 85 cm Material: lemn; material textil; metal; sculptură manuală                                    | Fotoliul este realizat din lemn de stejar și prezintă ornamentații sculpturale pe spătar. Atât baza fotoliului, care se sprijină pe patru picioare, cât și spătarul, sunt tapisate cu stofă de culoare verde cu mofive florale pe fond galben cu verde deschis. Fotoliul a fost restaurat în 1990 la Centrul zonal de restaurare-conservare lași. Face parte dintre piesele de mobilier ale familiei Poni, din setul canapea, fotolii, scaune. | Muzeul Științei și Tehnicii „Ștefan Procopiu”, Iași | Cimec    |
|      | Canapea | Datare: 2/2 sec. XIX Descoperit: jud. Iași, IAȘI, Muzeul memorial Poni-Cernătescu Dimensiuni: L: 125 cm; La: 58 cm; Î: 80 cm Material: lemn; material textil; metal                                                      | Canapeaua este realizată din lemn de stejar și prezintă ornamentații sculpturale la spătar. Tapițeria, de culoare galben-verde, cu motive geometrice este prinsă de corpul canapelei prin intermediul unor cuie de alamă. Canapeaua a fost restaurată la Centrul zonal de restaurare-conservare Iași; ansamblul de lemn de culoare maro este lăcuit. Face parte dintre piesele de mobilier ale familiei Poni, din setul canapea, fotolii, scaune. | Muzeul Științei și Tehnicii „Ștefan Procopiu”, Iași | Cimec    |
|      | Masă | Datare: 2/2 sec. XIX Descoperit: jud. Iași, IAȘI, Muzeul memorial Poni-Cernătescu Dimensiuni: L: 140 cm; La: 110 cm; Î: 70 cm Material: lemn                                                                             | Masa este realizată din lemn de stejar, cu marginile sculptate și se sprijină pe patru picioare. Poate fi extinsă prin părțile laterale. Este de culoare maro închis și este lăcuită. A aparținut lui Petru Poni, ministru al învățământului. | Muzeul Științei și Tehnicii „Ștefan Procopiu”, Iași | Cimec    |
|      | Vas | Datare: 2/2 sec. XIX Descoperit: jud. Iași, IAȘI, Muzeul memorial Poni-Cernătescu Dimensiuni: Î: 40 cm; D: 30 cm Material: lemn; lac                                                                                     | Vasul decoratin este din lemn de cireș lăcuit de culoare grena. Prezintă motive florale pictate manual pe toată suprafața cu nuanțe de auriu și negru. A aparținut lui Petru Poni, ministru al învățământului. | Muzeul Științei și Tehnicii „Ștefan Procopiu”, Iași | Cimec    |
|      | Piedestal | Datare: 2/2 sec. XIX Descoperit: jud. Iași, IAȘI, Muzeul memorial Poni-Cernătescu Dimensiuni: Î: 130 cm Material: lemn                                                                                                   | Piedestalul este realizat din lemn de stejar de culoare maro-roșcat; are baza de formă dreptunghiulară în care este prins corpul de formă trapezoidală care se termină la partea superioară cu o placă de lemn pătrată, utilizată pentru etalarea unui bust. Partea trapeziodală este ornamentată, prelucrată manual prin strunjire, desenul reprezentând motive florale. A aparținut lui Petru Poni, ministru al învățământului. | Muzeul Științei și Tehnicii „Ștefan Procopiu”, Iași | Cimec    |
|      | Scaun cu ornamentații la spătar | Datare: 2/2 sec. XIX Descoperit: jud. Iași, IAȘI, Muzeul memorial Poni-Cernătescu Dimensiuni: L: 43 cm; La: 42 cm; Î: 93 cm Material: lemn; material textil; metal; sculptură manuală                                    | | Muzeul Științei și Tehnicii „Ștefan Procopiu”, Iași | Cimec    |
|      | Bufet | Datare: 2/2 sec. XIX Descoperit: jud. Iași, IAȘI, Muzeul memorial Poni-Cernătescu Dimensiuni: L: 152 cm; La: 84 cm; Î: 220 cm Material: lemn                                                                             | Bufet de sufragerie de culoare maro, cu ornamente realizate prin strunjire manuală. Conține două module: cel de jos prevăzut cu două uși și două sertare (pe uși se află montate decorațiuni cu motive florale), iar modulul superior prezintă în partea de sus, pe ușă ornamentații cu motive zoomorfe și două rafturi pe părțile laterale. A aparținut lui Petru Poni, ministru al învățământului. | Muzeul Științei și Tehnicii „Ștefan Procopiu”, Iași | Cimec    |
|      | Canapea | Datare: 2/2 sec. XIX Descoperit: jud. Iași, IAȘI, Muzeul memorial Poni-Cernătescu Dimensiuni: L: 200 cm; La: 130 cm; Î: 90 cm Material: lemn; catifea                                                                    | Canapea cu spătar înalt tapisat cu pluș roșu cu mici ornamente florale pe spătar și stâlpi cu torsade prelucrate manual. Canapeaua are la capete două suluri îmbrăcate în catifea roșie. Părțile din lemn sunt lăcuite de culoare maron. A aparținut lui Petru Poni, ministru al învățământului. | Muzeul Științei și Tehnicii „Ștefan Procopiu”, Iași | Cimec    |
|      | Fotoliu cu spătar ornamentat | Datare: 2/2 sec. XIX Descoperit: jud. Iași, IAȘI, Muzeul memorial Poni-Cernătescu Dimensiuni: L: 60 cm; La: 55 cm; Î: 85 cm Material: lemn; material textil                                                              | Fotoliul este realizat din lemn de stejar și prezintă ornamentații strunjite la spătar. Atât baza fotoliului, care se sprijină pe patru picioare de lemn, cât și spătarul, sunt îmbrăcate în material textil; tapițerie, fond verde cu motive geometrice de culoare galbenă. Fotoliul a fost restaurat în anul 1990 la Laboratorul de restaurare lași. A aparținut lui Petru Poni, ministru al învățământului. | Muzeul Științei și Tehnicii „Ștefan Procopiu”, Iași | Cimec    |
|      | Fotoliu | Datare: 2/2 sec. XIX Descoperit: jud. Iași, IAȘI, Muzeul memorial Poni-Cernătescu Dimensiuni: L: 72 cm; La: 60 cm; Î: 67 cm Material: lemn; material textil                                                              | Fotoliul este din lemn de stejar, cu două brațe ornamentate cu capete de câini, tapițeria este de culoare roșie. Pe marginea de sus torsade cu motive florale, iar spătarul este sculptat cu motive vegetale. A aparținut lui Petru Poni, ministru al învățământului. | Muzeul Științei și Tehnicii „Ștefan Procopiu”, Iași | Cimec    |
|      | Suport | Datare: sf. sec. XIX - înc. sec. XX Descoperit: jud. Iași, IAȘI, Muzeul memorial Poni-Cernătescu Dimensiuni: D: 40 cm; Î: 84 cm Material: metal; ceramică; turnare                                                       | Masa-suport din metal prelucrat (turnat) model sec. XIX, are trei picioare curbate, frumos ornamentate. Prin centrul mesei trece un ax spiralat ce se termină cu o cupă metalică, ornamentată. Blatul propriu-zis este confecționat din ceramică smălțuită (cobalt) protejată de o ramă metalică. Obiectul a aparținut familiei Poni. | Muzeul Științei și Tehnicii „Ștefan Procopiu”, Iași | Cimec    |
|      | Casetă | Datare: sf. sec. XIX Descoperit: jud. Iași, IAȘI, Muzeul memorial Poni-Cernătescu Dimensiuni: L: 24,2 cm; La: 11 cm; Î în spate: 16,7 cm; Î în față: 12 cm Material: lemn; pictat; lăcuit                                | Piesă de birou cu motive ornamentale japoneze din lemn de culoare neagră, lăcuit, prezintă pe toată suprafața picturi reprezentând peisaje și elemente florale în diverse culori (auriu, roșu, albastru deschis, verde, alb). Are două compartimente interioare pentru scrisori, un compartiment pentru cărți de vizită și două compartimente pentru călimară. A aparținut lui Petru Poni, ministru al învățământului. | Muzeul Științei și Tehnicii „Ștefan Procopiu”, Iași | Cimec    |
|      | Casetă | Datare: sf. sec. XIX - înc. sec. XX Descoperit: jud. Iași, IAȘI, Muzeul memorial Poni-Cernătescu Dimensiuni: L: 18,5 cm; La: 16 cm; Î: 7,5 cm; G: 2 Kg Material: metal                                                   | Casetă pentru bijuterii, realizată din metal turnat în matrițe ornamentale, aliaj de nichel și crom metalic, suflată cu shlagmetal. Căptușită cu saten de culoare grena. Pe toată suprafața prezintă elemente decorative ce reprezintă imagini din povestea "Frumoasa din pădurea adormită", precum și elemente florale și zoomorfe. Imaginea centrală a capacului este delimitată de două chenare, dispuse în relief, primul având o lățime de 1,6 cm, iar al doilea (situat la exterior) 3 cm. Cutia se sprijină pe patru piciorușe în formă de dragon și are un mecanism de siguranță, încuietoare cu cheie. Caseta a aparținut Elenei Magdalena Poni - Cristea, nepoata lui Petru Poni. Pe fundul nichelat al casetei există o inscripție datată: 1917 -1918: "Doresc ca dupa moartea mea această casetă să fie data surorei mele, Alice Poni ca amintire de la mama și de la mine." Semnat Magdalena Poni-Cristea. A aparținut familiei Poni. | Muzeul Științei și Tehnicii „Ștefan Procopiu”, Iași | Cimec    |
|      | Album de familie | Datare: sf. sec. XIX Descoperit: jud. Iași, IAȘI, Muzeul memorial Poni-Cernătescu Dimensiuni: L: 21 cm; La: 14 cm; Gr: 2,5 cm Material: metal; hârtie; carton; piele; imprimat color                                     | Album legat în piele de culoare maro deschis. Pielea este imprimată cu motive geometrice și florale (negru, auriu). Albumul are un sistem de siguranță din metal ce se închide cu o cheiță. Filele sunt aurite pe muchii. Unele dintre file sunt cartonate și imprimate color cu diverse peisaje, reluate în oglindă pe fila anterioară sau posterioară după cum e plasat desenul. Albumul a aparținut familiei Poni. | Muzeul Științei și Tehnicii „Ștefan Procopiu”, Iași | Cimec    |
|      | Trusă | Datare: 2/2 sec. XIX Descoperit: jud. Iași, IAȘI, Muzeul memorial Poni-Cernătescu Dimensiuni: L: 19,7 cm; La: 9,2 cm; Î: 2,6 cm Material: lemn; metal; sticlă                                                            | Trusă de birou de formă dreptunghiulară îmbrăcată în piele neagră. Trusa este căptușită în interior cu atlaz de culoare crem. Conține două tocuri de scris (unul din agat roz cu peniță, lungimea 14 cm, iar celălat din agat albastru, fără peniță, cu lungimea de 17,6 cm) și două rigle (una cu secțiune paralelipipedică, din agat albastru închis, cu lungimea de 16,8 cm, iar cealaltă plată, rotunjită la capete, de culoare albastru închis, cu lungimea de 16,8 cm). A aparținut lui Petru Poni, ministru al învățământului. | Muzeul Științei și Tehnicii „Ștefan Procopiu”, Iași | Cimec    |
|      | Dulap cu două uși | Datare: 2/2 sec. XIX Descoperit: jud. Iași, IAȘI, Muzeul memorial Poni-Cernătescu Dimensiuni: L: 80 cm; La: 50 cm; Î: 150 cm Material: lemn; sculptat                                                                    | Dulap cu două uși cu ornamente florale din același set de sufragerie, confecționat din lemn de stejar furniruit, de culoare maro. Elementele decorative constau din frunze, flori și struguri. A aparținut lui Petru Poni, ministru al învățământului. | Muzeul Științei și Tehnicii „Ștefan Procopiu”, Iași | Cimec    |
|      | Pian Autor: Bosendorfer, Ludwig | Datare: 2/2 sec. XIX Descoperit: jud. Iași, IAȘI, Muzeul memorial Poni-Cernătescu Dimensiuni: L: 238 cm; La: 138 cm; Î: 95 cm Material: lemn; sculptat                                                                   | Pian de concert cu coadă lungă, realizat din lemn lăcuit, de culoare neagră, clape de fildeș. Construit de firma Bosendorfer din Austria. Corzile sunt dispuse pe orizontală într-o carcasă din lemn sprijinită pe trei picioare. Are inscripționat "Medaille 1862 Honoris Causa - General Excelence of Elanos". Corzile metalice sunt lovite de un ciocănel din lemn cu cap de pâslă. Călușul pe care sunt fixate corzile prin intermediul unor șiruri de cuie metalice transmite vibrația corzii către placa de rezonanță din lemn, care are rolul de a transforma vibrația corzii în unde sonore. A aparținut lui Radu Cernătescu. | Muzeul Științei și Tehnicii „Ștefan Procopiu”, Iași | Cimec    |